# Мотояма, Масаси
Масаси Мотояма (яп. 本山 雅志 Мотояма Масаси, род. 20 июня 1979, Китакюсю, Фукуока) — японский футбольный полузащитник.

## Карьера
С 1998 по 2016 год выступал за клуб «Касима Антлерс». В 2016 году перешёл в «Джираванц Китакюсю».

## Национальная сборная
С 2000 по 2006 год сыграл за национальную сборную Японии 28 матчей.

## Статистика за сборную
| Сборная Японии | Сборная Японии | Сборная Японии |
| Год            | Матчи          | Голы           |
| -------------- | -------------- | -------------- |
| 2000           | 3              | 0              |
| 2001           | 0              | 0              |
| 2002           | 0              | 0              |
| 2003           | 3              | 0              |
| 2004           | 12             | 0              |
| 2005           | 8              | 0              |
| 2006           | 2              | 0              |
| Итого          | 28             | 0              |

## Достижения

### Командные
- Джей-лига: 1998, 2000, 2001, 2007, 2008, 2009
- Кубок Императора: 2000, 2007, 2010
- Кубок Джей-лиги: 2000, 2002, 2011, 2012

### Сборная
- Кубок Азии: 2004